# Stein an der Donau
Stein an der Donau je městská část Kremže v Dolním Rakousku. V roce 2023 v ní žilo 1954 obyvatel. Nachází se jihozápadně od centra města a Mauternský most ji spojuje s městem Mautern an der Donau. Do roku 1938 byl Stein samostatným městem.
První písemná zmínka pochází z roku 1144 a roku 1305 získal Stein městská práva. Ve středověku se rozvíjel jako centrum obchodu se solí. V roce 1614 zde kapucínský založil klášter Und. V devatenáctém století se rozvíjel tabákový průmysl a bylo vystavěno dělnické sídliště. V roce 2000 byla oblast Wachau včetně historického centra Steinu zařazena mezi Světové dědictví.
Stein an der Donau je proslulý druhou největší věznicí v Rakousku, která byla zřízena roku 1850 v bývalém ženském redemptoristickém klášteře. Za Rakouska-Uherska i třetí říše zde byli drženi odpůrci režimu, např. Gustav Habrman nebo Karol Englisch. V dubnu 1945 došlo ke steinskému masakru, při němž příslušníci Volkssturmu a Schutzstaffel pobili stovky vězňů. Ve 21. století je věznice určena pouze mužům odsouzeným na více než 18 měsíců a její kapacita je 805 osob. 
Na svahu nad řekou se tyčí zřícenina hradu ze 14. století, který byl opuštěn za třicetileté války. K památkám patří také zámeček Förthof, radnice, bývalý minoritský kostel, solnice a dvě městské brány. Areál bývalé tabákové továrny byl adaptován na umělecké centrum, kde sídlí Kunsthalle Krems a muzeum karikatur. Nachází se zde také kampus kremžské univerzity. Odsvěcený gotický kostel Frauenbergkirche slouží jako památník válečných obětí. 
Významnou osobností města byl rokokový malíř Martin Johann Schmidt.